# Diecéze saintbrieucká
Diecéze saintbrieucká (-tréguierská) (lat. Dioecesis Briocensis (-Trecorensis), franc. Diocèse de Saint-Brieuc et Tréguier) je francouzská římskokatolická diecéze. Leží na území departementu Côtes-d'Armor, jehož hranice přesně kopíruje. Sídlo biskupství i katedrála Saint-Étienne de Saint-Brieuc se nachází v Saint-Brieuc. Diecéze Saint-Brieuc je součástí renneské církevní provincie.
Od 20. srpna 2010 je diecézním biskupem Mons. Denis Moutel.

## Historie
Biskupství bylo v Saint-Brieuc zřízeno v průběhu 5. století. V důsledku konkordátu z roku 1801 byly zrušeny diecéze dolská, saintmaloská a tréguierská, jejichž území bylo zčásti včleněno do diecéze saintbrieucké.
Dne 23. ledna 1852 byl změněn název diecéze na Saint-Brieuc-Tréguier.